# Uguisu no fun
Uguisu no fun (鶯の糞? lett. "feci di usignolo") è un particolare cosmetico ricavato dagli escrementi di una specie di uccello chiamata usignolo dei cespugli giapponese. Gli escrementi, il cui uso è stato inizialmente introdotto in Giappone dai coreani, sono stati utilizzati per il trattamento e la cura della pelle del viso fin dall'antichità, per poi diffondersi in tempi più moderni anche in Occidente. Tra le qualità del prodotto vi sarebbero la capacità di sbiancare e riequilibrare la carnagione della pelle, o di curare i danni causati da acne e scottature solari.

## Storia

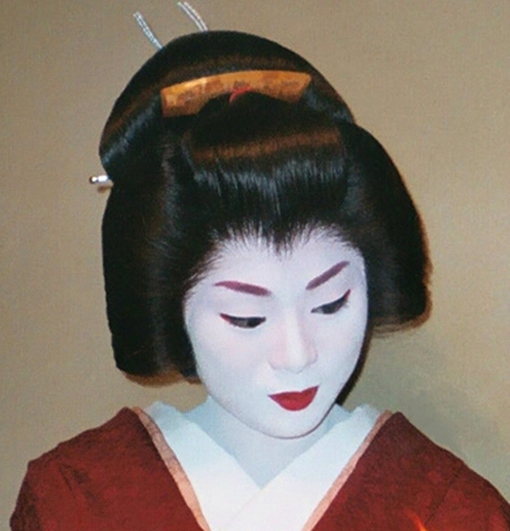
Storicamente le geisha erano solite utilizzare l'uguisu no fun per rimuovere il trucco pesante dal viso e migliorare la condizione della loro pelle

L'utilizzo di escrementi di uccelli è documentato sin dal periodo Heian (794–1185), epoca in cui furono introdotti in Giappone dai coreani. Questi ultimi utilizzavano il guano per rimuovere la tintura dal tessuto dei kimono, che permetteva loro di creare intricate trame di disegni sui vestiti. Anche i giapponesi, così, iniziarono a utilizzare feci di uccelli per rimuovere macchie e impurità dai capi di seta. Durante il periodo Edo (1603–1868) cominciarono a diffondersi cosmetici e prodotti di bellezza ricavati da questo tipo di escrementi. Alcune fonti, tuttavia, riferiscono che già nel III secolo le donne giapponesi fossero solite utilizzare crusca di riso ed escrementi di uccello per sbiancare la pelle. Le geisha e gli attori kabuki utilizzavano trucco molto pesante che probabilmente causava loro seri problemi cutanei a causa della presenza di zinco e piombo. L'uguisu no fun veniva utilizzato per rimuovere questo make-up e restituire brillantezza alla pelle. Anche i monaci buddhisti utilizzavano tali escrementi per lucidare e pulire il cuoio capelluto delle loro teste rasate.
Il negozio Hyakusuke è uno degli ultimi posti rimasti a Tokyo ad avere l'approvazione del governo per i trattamenti a base di uguisu no fun. Ciononostante, in età contemporanea l'uguisu no fun è stato protagonista di un revival dovuto probabilmente al rispetto che i giapponesi nutrono per le tradizioni ancestrali, nonché alla predisposizione tipica della moderna cultura giapponese per tutto ciò che è innovativo. Tale cosmetico si è poi diffuso in Occidente, ottenendo discreto successo soprattutto a New York e in altre città del Nord America.

## Processo di produzione

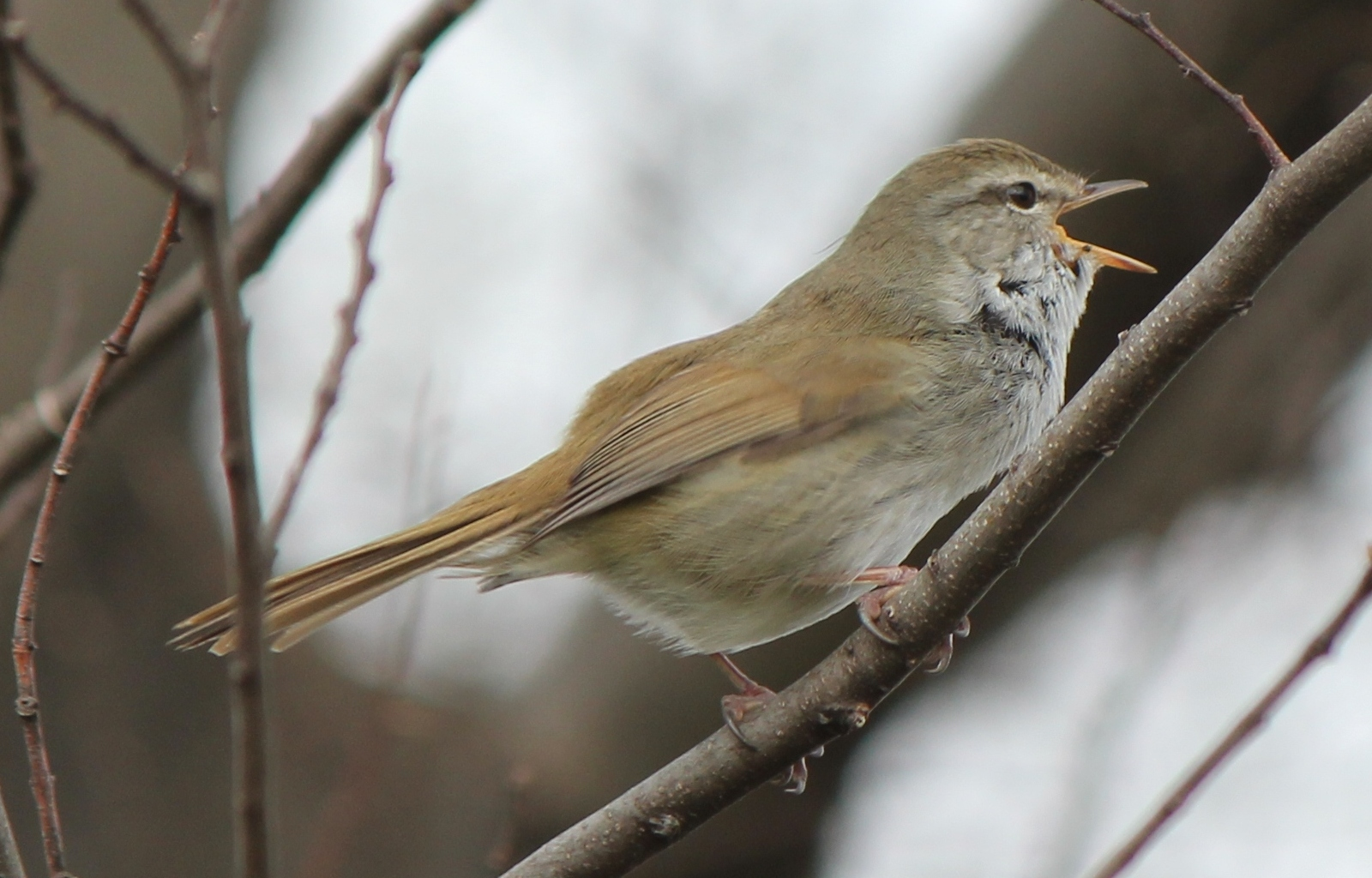
L'uguisu no fun è ricavato dagli escrementi di una specie di usignolo nota come Horornis diphone

L'uguisu no fun viene recuperato dagli allevamenti di usignoli dei cespugli presenti in Giappone. Benché gli esemplari selvatici si nutrano di insetti e bacche, la dieta degli esemplari cresciuti in cattività è composta principalmente da sementi biologiche. Il guano viene raschiato via dalle gabbie, e disinfettato a luce ultravioletta. Gli escrementi vengono quindi asciugati con un essiccatore. In alternativa è possibile che questi vengano lasciati a essiccare al sole per oltre due settimane, mentre nel frattempo si procede alla disinfezione e sterilizzazione a raggi UV. In seguito gli escrementi vengono inseriti in uno speciale contenitore che li lavora per diciotto ore fino a ridurli a una polvere bianca, pronti per essere venduti sotto questa forma.

## Applicazione
La polvere viene mescolata con acqua fino a ottenere una pasta che viene applicata con un massaggio alla pelle del viso e infine risciacquata dopo alcuni minuti. È possibile che la crusca di riso venga aggiunta durante l'applicazione della maschera per via delle sue qualità esfolianti e per neutralizzare il leggero odore muschiato. La maschera risulta così essere inodore e sterile.
In un centro benessere di New York l'applicazione della maschera dura circa un'ora e costa 180 dollari.

## Proprietà
Non è chiaro come il prodotto funzioni esattamente. Gli escrementi dell'usignolo dei cespugli contengono un'alta concentrazione di urea e guanina. Poiché tali uccelli espellono le proprie escrezioni urinarie e fecali attraverso una singola apertura, chiamata cloaca, la combinazione di urina e feci fa sì che la presenza di urea risulti particolarmente alta. L'urea è solitamente presente all'interno dei cosmetici perché in grado di impedire alla pelle di inumidirsi. Tra le peculiarità della guanina vi sono invece la capacità di ridare tono e brillantezza alla pelle, grazie alle sue naturali proprietà iridescenti. Poiché gli usignoli dei cespugli posseggono un intestino molto corto, le loro feci contengono una quantità elevata di proteine ed enzimi in grado di agire contro grasso, macchie e altre impurità cutanee, oltre ad avere la capacità di sbiancare e riequilibrare la carnagione della pelle. L'uguisu no fun viene altresì utilizzato come cura per i danni causati da acne e scottature solari.

## Nella cultura di massa
È risaputo che David e Victoria Beckham facciano uso frequente del prodotto.
Nel romanzo Memorie di una geisha di Arthur Golden Chiyo si vendica delle continue cattiverie di Hatsumomo mischiando delle feci di piccione al suo unguento a base di escrementi di usignolo.